# Вилия (река)
Вилия (Нярис) (на беларуски: Вілія; на литовски: Neris) е река протичаща по територията на Беларус (Витебска, Минска и Гродненска област) и Литва, десен приток на Неман.
Дължина 510 km, от които 282 km в Беларус и 228 km в Литва. Площ на водосборния басейн 24 942,3 km², които 56% са в Литва и 44% в Беларус.
Река Вилия води началото си от блата, разположени в северната част на Минското възвишение, в югозападната част на Витебска област, Беларус, на 199 m н.в. В горното си течение протича през Минска област през блатисти местности в слабо изразена долина. Средното течение на реката се простира между беларуския град Сморгон (Гродненска област) и столицата на Литва град Вилнюс. При литовското село Пренай река Вилия навлиза в литовска територия и тук до устието си носи названието Нярис. В тази си средна част и по цялото си долно течение долината ѝ става дълбока, със стръмни брегове и има множество малки прагове. Влива се отдясно в река Неман, в центъра на град Каунас, на 15 m н.в.
Основните притоци на Вилия са: леви – Илия, Уша, Ошмянка, Вилня; десни – Сервеч, Нароч, Олховка, Жеймяна, Муся, Швянтойи. Има смесено снежно-дъждовно подхранване. От декември до март се заледява. В долното си течение на отделни участъци е плавателна за плиткогазещи съдове. В горното ѝ течение, при град Вилейка е изградено голямото Вилейско водохранилище, което снабдява с питейна вода град Минск. На река Вилия са разположени множество населени места. В Беларус – градовете Вилейка и Сморгон, в Литва – Вилнюс (столицата на страната), Йонава и Каунас (втория по големина град в Литва).